# Montaguto
Montaguto là một đô thị (comune) thuộc tỉnh Avellino trong vùng Campania của Ý. Montaguto có diện tích km2, dân số là người (thời điểm ngày).